# Léa Kyle
Pour les articles homonymes, voir Kyle.
Léa Rauzier, dite Léa Kyle, née le 23 octobre 1995, est une illusionniste française, spécialisée dans le transformisme.

## Biographie

### Enfance, jeunesse et formation
Léa Kyle est la fille d'un professeur de mathématiques et d’une employée de restauration. Originaire de Saint-Sulpice-et-Cameyrac, elle y fera la rencontre de Florian Sainvet en 2013, devenu son compagnon, par l’intermédiaire de qui elle découvre l'univers de la magie. La jeune femme l’accompagne ainsi régulièrement dans des festivals de magie, commence à monter sur scène lors d’une soirée organisée à Voves à l’occasion du nouvel an, puis réalise un numéro d’éventails en 2016.
Passionnée par le stylisme, elle s'enthousiasme alors pour le transformisme ou quick change et à cette fin et alors qu'elle est en deuxième année de BTS esthétique, elle bifurque vers une formation d’un an à Bordeaux chez Sylvie Guy Da Silva, un spécialiste en technique de haute couture.

### Carrière
La girondine connait sa première scène de quick change en novembre 2017 au gala de magie du Cercle Magique Aquitain à Cenon. En octobre 2018, transitoirement esthéticienne à domicile, elle participe à son premier concours de magie à l'occasion du Festival international de Villebarou qu'elle remporte.
L'année suivante, la jeune femme est sélectionnée pour prendre part aux championnats de France de Magie à Mandelieu-la-Napoule, où elle remporte le prix du public, le premier prix en magie générale et le titre de championne de France 2019.
Léa Kyle s'illustre ensuite lors de la 7e saison du programme Penn & Teller: Fool Us tournée à Las Vegas et diffusée en août 2020.
En octobre 2020, elle prend part à la cérémonie des Mandrakes d'Or,.
Fin 2020, elle participe à la saison 15 de l’émission La France a un incroyable talent diffusée sur M6. Son parcours s'arrête en demi-finale, alors que son audition a été vue plus de 27 millions de fois sur les réseaux sociaux.
En 2021, elle participe à l'émission America's Got Talent où elle reçoit le Golden Buzzer de Heidi Klum,,. Elle passe ensuite les quarts de finale puis les demi-finales, et termine dans le top 5 de la finale. Durant la même année, elle apparaît dans l'émission italienne Tú sí que vales (it).
À l'été 2021, elle termine deuxième aux championnats d'Europe de magie et première de sa catégorie.
En 2022, elle fait partie des artistes qui se produisent au sein du spectacle America's Got Talent Live à Las Vegas. Télérama parle alors de Léa Kyle comme « la nouvelle reine du quick change ». En mars de cette année, elle est invitée à performer au sein de l'émission The Ellen DeGeneres Show.
En juillet 2022, elle prend part aux championnats du monde de magie organisés par la FISM au Québec et termine à la quatrième place.
Au bout d'une année au sein du spectacle America's Got Talent Live, elle décide de revenir en Gironde. En compagnie de Florian Sainvet, la paire est sollicitée dans plusieurs pays d'Europe, et prend part en France à des galas et de l'événementiel privé. Début 2023, la transformiste est ainsi à l'affiche du Festival international du cirque de Borgo.
Début 2024, elle prend part aux côtés de 5 autres artistes à un spectacle de magie intitulé The Illusionists et joué sur la scène des Folies Bergère à Paris,.

## Influences
Dans une interview en 2021, elle déclare qu'elle « admire beaucoup » Arturo Brachetti et que ses modèles sont Sos et Victoria Petrosyan (en) et l’artiste Valérie.